# Hillsdale (Michigan)
Hillsdale è un comune degli Stati Uniti d'America, situato nello Stato del Michigan, nella Contea di Hillsdale, della quale è anche il capoluogo.